# Юг (учения, 1980)
«Юг-80» — двухстепенные оперативно-стратегические командно-штабные учения ВС СССР, проводившиеся в августе 1980 года. Район учений охватывал Ближневосточный и Средневосточный театры военных действий, часть территории Африканского континента и акваторию Индийского океанского театра военных действий. Учения охватывали весь южный регион Советского Союза. Руководил ими начальник Генерального штаба маршал Н. В. Огарков. Военнослужащие ВМФ СССР, принимавшие участие в учениях, были награждены нагрудными знаками «За дальний поход» с подвесной скобой «Юг».

## Подоплёка учений
В период проведения учений «Юг-80», в начале августа 1980 года, президентом США Джимми Картером была подписана Директива № 59 с дополнениями, в которых излагалась новая ядерная стратегия США. Спустя некоторое время руководителем Пентагона Джорджем Брауном была разослано обращение к министрам обороны стран НАТО, в котором их официально уведомляли о принятии новой стратегии. Эти документы были преданы самой широкой огласке, и это стало известно в том числе и Советскому Союзу, что и было использовано в качестве легенды учений.

## Подготовка к проведению учений

### Обстановка в регионе
Определяющим районом для международной стабильности, безопасности и обеспечения обороны Советского Союза и стран Варшавского Договора был и оставался Запад. Но наряду с этим, к началу 80-х возросло значение также и других районов, в частности Юга, и конкретно Ближнего и Среднего Востока.
По мнению советского военно-политического руководства, главной причиной напряжённости на Ближнем и Среднем Востоке являлась внешняя политика США, намерение американцев любыми средствами утвердиться в этом регионе. Вскоре после того как британские войска покинули остров Масира в феврале 1977 года, Соединённые Штаты уже в 1980 году начали переговоры с Оманом о создании военного альянса. Этот военно-политический союз был чрезвычайно важен для Соединённых Штатов, так как по водному пути, пролегавшему через территориальные воды Омана, проходило около 2/3 мировой экспортной нефти.

### Выбор места учений
Юг был избран в качестве места проведения учений по трём основным соображениям: 1) На этом направлении ни разу не проводилось стратегических учений группы фронтов; 2) Советские войска уже были введены в Афганистан и президент США Джимми Картер заявил, что применит силу против всякого, кто попытается взять под контроль Персидский Залив; 3) В Иране сложилась напряжённая внутриполитическая обстановка. Революционный процесс, возглавленный иранским духовенством был первоначально поддержан Советским Союзом, в особенности — после ввода в регион второго американского экспедиционного корпуса, в дополнение к одному уже присутствовавшему, и подписание президентом Д. Картером 1 марта 1980 года указа о создании Сил быстрого реагирования; 4) По итогам учений, присутствовала возможность создания нового оперативно-стратегического органа — Главного командования Южного направления (что и было сделано в последующем).

### Замысел учений и условный противник
В основу замысла учений был положен один из возможных сценариев развития событий, при котором империалистическими державами сначала развязывается война в Европе, а затем на Юге и в других частях света. Планом учений условно предусматривалось следующее:
| Группировка |                                           | Страны-участницы                                            | Условный план |
| ----------- | ----------------------------------------- | ----------------------------------------------------------- | --- |
| «Западные»  | Соединённые Штаты Америки · НАТО          | США и блок НАТО                                             | Под видом военных учений приступили к скрытой мобилизации и развёртыванию группировок войск в Европе, на Ближнем и Среднем Востоке, наращиванию военно-морских сил в Северной Атлантике, на Средиземном море, в северной части Индийского океана. |
| «Южные»     |                                           | Турция, Египет, Израиль, Саудовская Аравия, Пакистан и Оман | При поддержке США сформировали военный блок, который начал проводить активные мероприятия, направленные на ликвидацию молодых демократических режимов. С этой целью были развязаны локальные военные конфликты Израиля с Ливаном, Саудовской Аравии с Народной Демократической Республикой Йемен и Йеменской Арабской Республикой. Происходила эскалация конфликта в Афганистане, где под видом моджахедов участвовали в боевых действиях регулярные войска Пакистана. Одновременно обострялась внутриполитическая борьба в Иране, активизировалась деятельность реакционных сил, направленная на подготовку государственного переворота с целью свержения пришедшего к власти антиамериканского режима. |
| «Восточные» | Китай · Япония                            | Китай и Япония                                              | Воспользовавшись общим обострением обстановки в мире, активизировали собственные военные приготовления. Китай усилил оборону северных границ с Советским Союзом и Монгольской Народной Республикой. |
| «Северные»  | Союз Советских Социалистических Республик | СССР и страны Варшавского Договора                          | Совместно с другими союзными государствами в Азии, на Ближнем и Среднем Востоке усилили подготовку вооружённых сил к отражению возможной агрессии. Войска и силы флотов на театрах военных действий, оставаясь в пунктах постоянной дислокации, в течение трёх суток проводили мероприятия по повышению боевой готовности. В Афганистане отдельные части и подразделения ОКСВА совместно с афганскими войсками участвовали в боевых действиях по ликвидации вооружённой оппозиции. |

## Итоги
Учения «Юг-80» стали одним из основных мероприятий оперативной подготовки 1980 года. По итогам учений были сделаны выводы: О перспективно возможном составе группировок советских Вооружённых Сил на южных театрах военных действий, о построении стратегической операции на южных театрах военных действий, о характере действий войск и способах выполнения ими задач, о способах разгрома войск «быстрого реагирования» США и других экспедиционных сил противника, уточнялись вопросы обеспечения операций и разбирались вопросы совершенствования управления группировками Вооружённых Сил с учётом большого пространственного размаха и масштаба операции.
Военнослужащие ВМФ СССР, принимавшие участие в учениях, были награждены нагрудными знаками «За дальний поход» с подвесной скобой «Юг».

## Ответные меры
Американскими политиками не отрицалось, что регион проведения учений — жизненно важен для американской экономики, и что успех СССР в становлении контроля над регионом означает конец беспрепятственному транзиту нефти в США. С целью воспрепятствовать этому, в ноябре 1980 г. силы быстрого реагирования США провели провели учения «Яркая звезда», на которых отрабатывался сценарий вторжения Советского Союза в Персидский Залив и захвата саудовских нефтяных полей. По итогам учений было признано[кем?], что они были проведены неудовлетворительно, по мнению американского профсоюзного лидера и политического деятеля Сиднея Ленса — полное фиаско.